# Aratinga erythrogenys
Aratinga erythrogenys là một loài chim trong họ Psittacidae.

## Hình ảnh

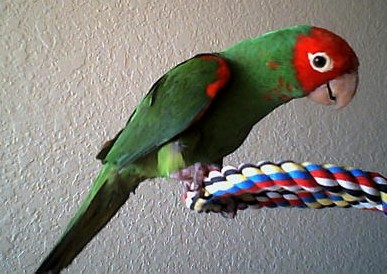
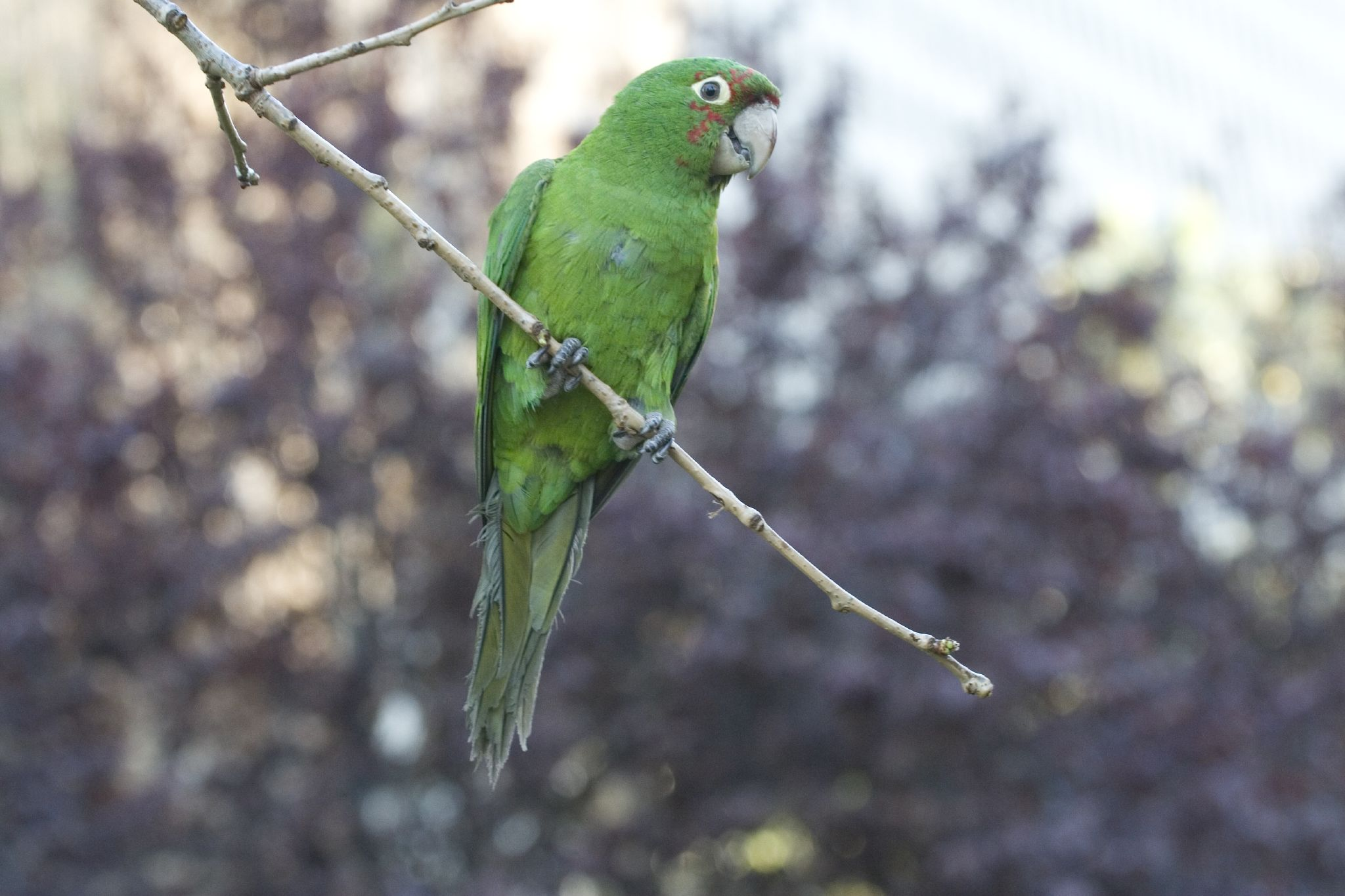
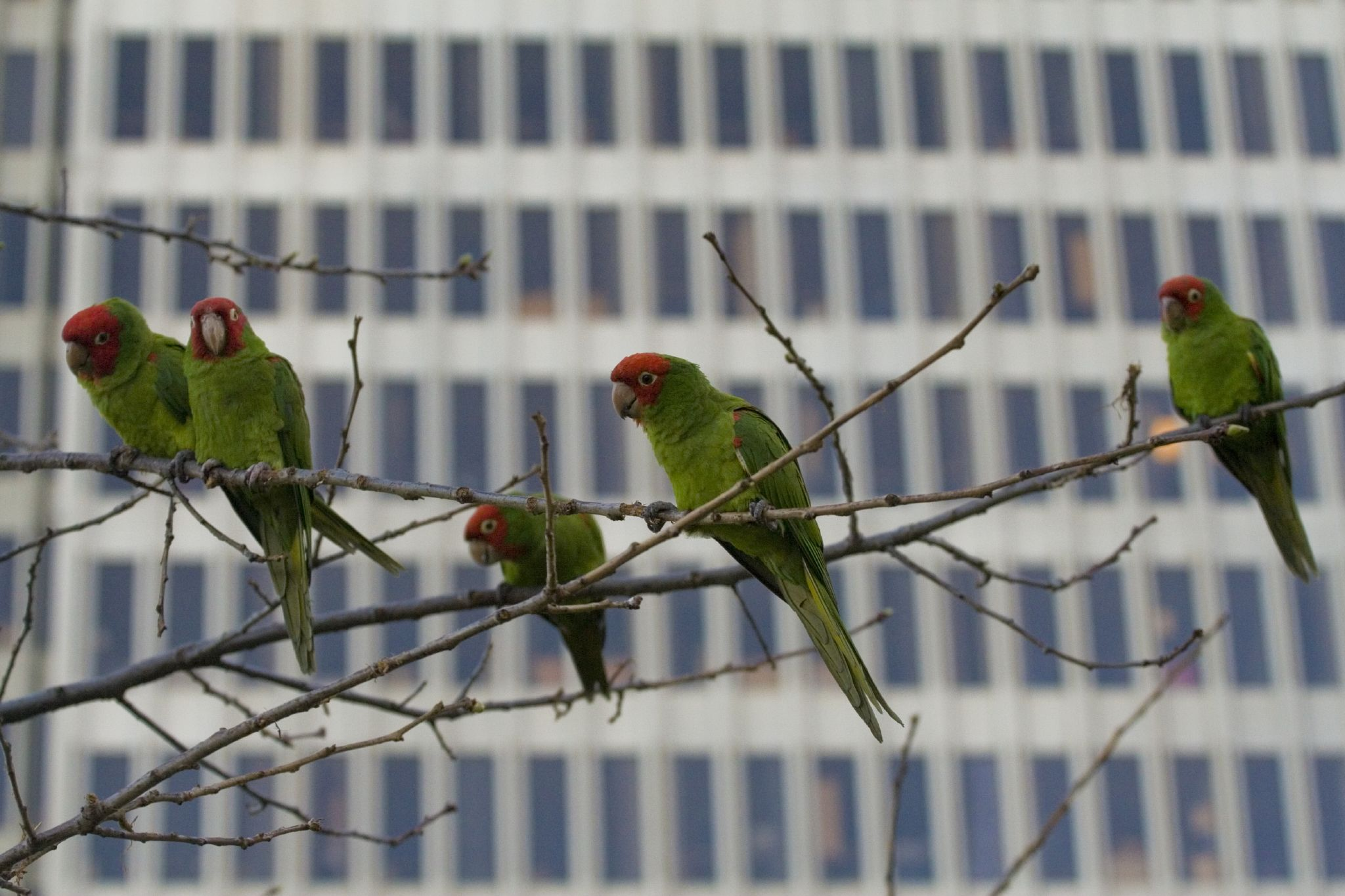
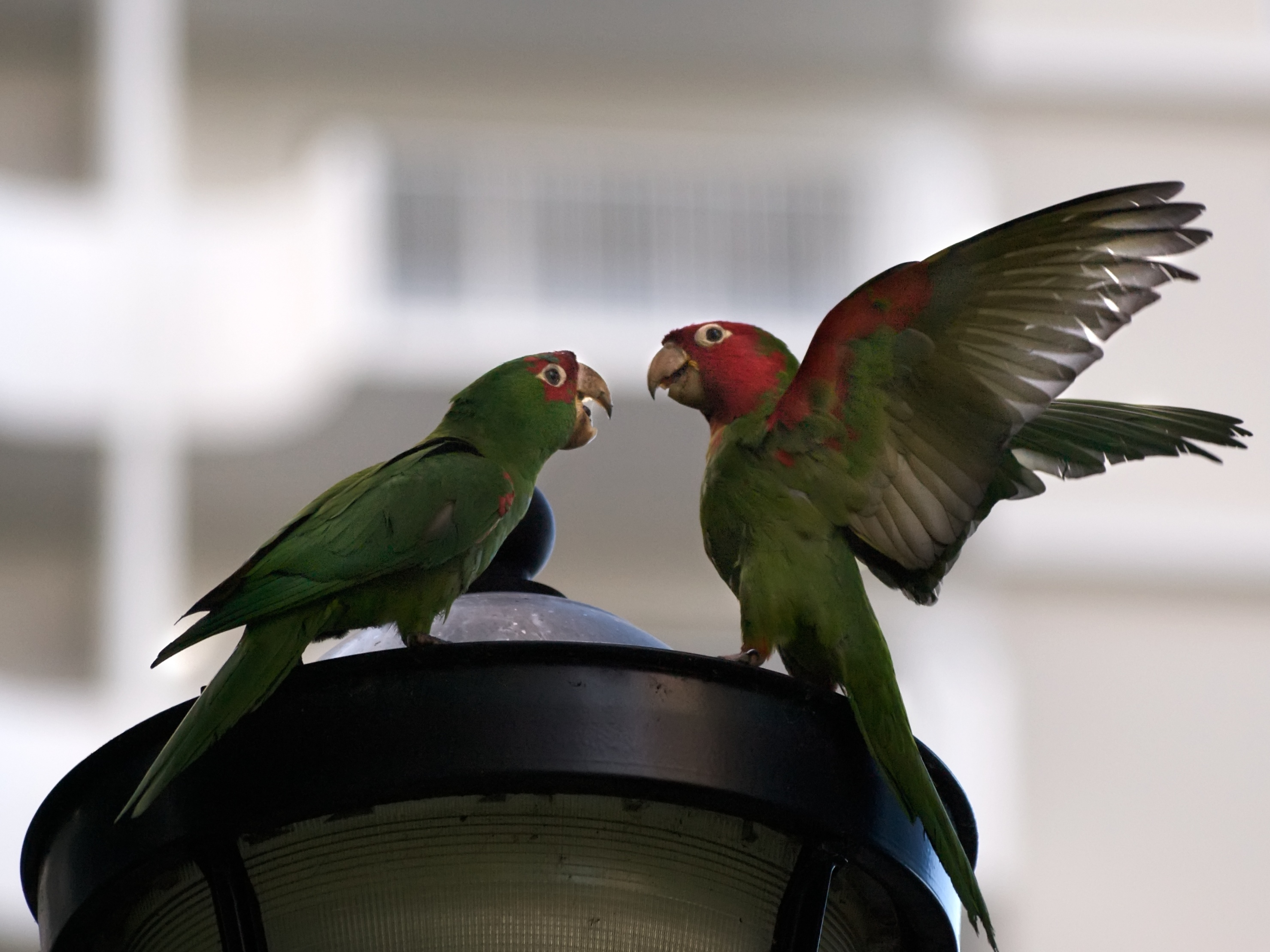
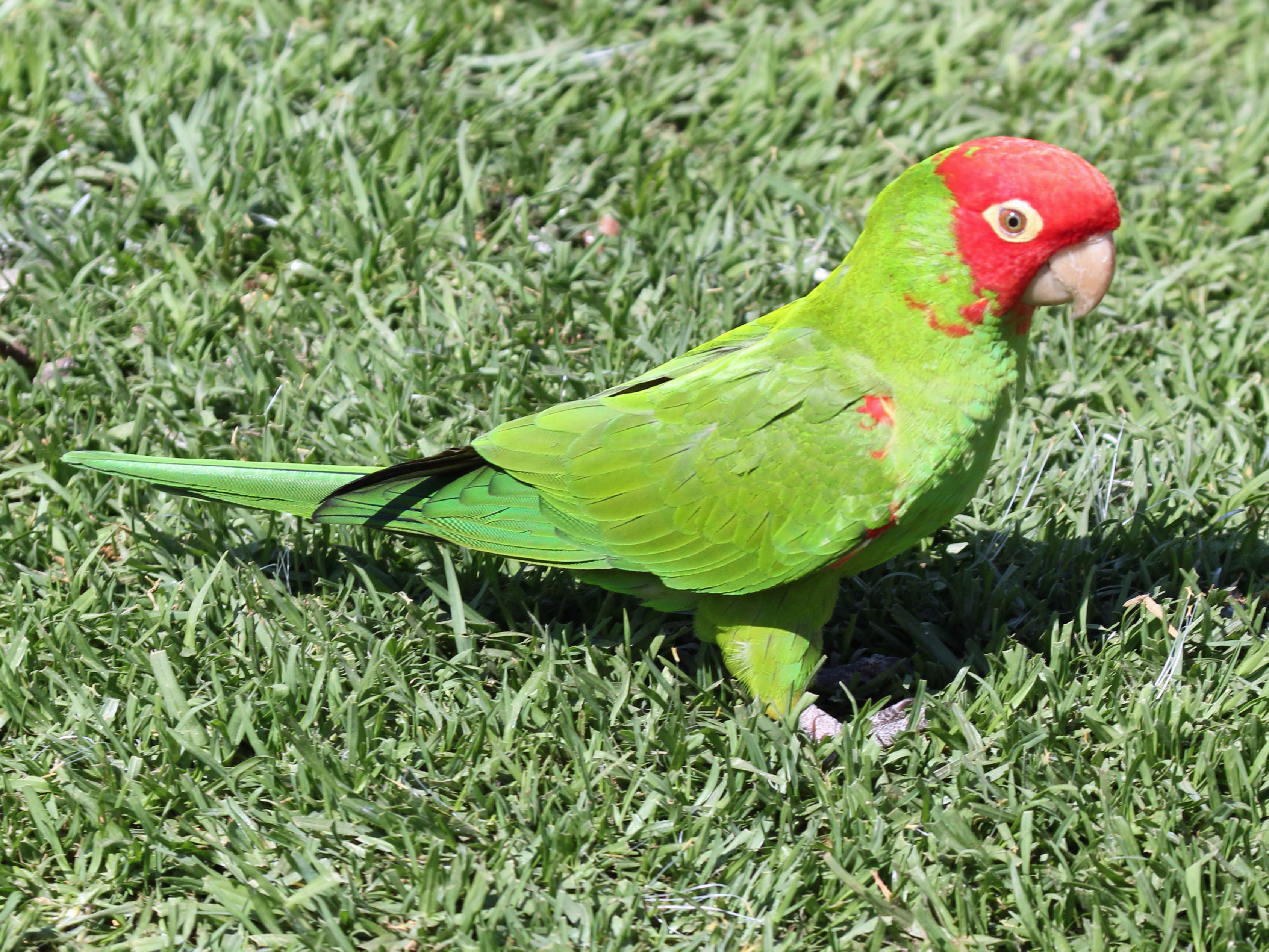